# Хувхойтун
Хувхойтун  — стратовулкан, розташований на півострові Камчатка в Росії. Гора сягає 2616 м над рівнем моря. Хувхойтун є одним з найвищих вулканів Серединного хребта,  його абсолютна висота - 2618 м, відносна — близько 2000 м. Він знаходиться на вододілі між верхів'ями річок Мутна та Права Начікі. Вулкан є щитовим вулканом, діаметр його основи становить близько 16 км. Західна частина вулкана значною мірою перекрита лавовими потоками вулканів Новограбленова та Атласова. Площа вулкана (видима) -  близько 80 км2. Обсяг виверженого матеріалу – 60 км³. Щитова споруда вулкана сформувалася в ранньому та пізньому плейстоцені.

## Дивіться також
- Список ультрас Північно-Східної Азії
- Список вулканів Росії